# Philips Hue
Philips Hue is een verlichtingssysteem ontworpen voor huisautomatisering dat wordt geproduceerd door Signify, een bedrijf dat is afgesplitst van Koninklijke Philips.
De Hue-serie bestaat uit onder meer tafel- en vloerlampen, inbouwlampen, spots, hanglampen en tuinpadverlichting. Er zijn accessoires verkrijgbaar zoals lichtschakelaars en bewegingssensoren.

## Beschrijving
Het systeem maakt het mogelijk om de verlichting van een huis te bedienen via een mobiele app op een smartphone of tabletcomputer, maar kan ook worden bediend door een spraakbesturingsfunctie. Om volledig gebruik te kunnen maken van alle functies, is een Hue Bridge nodig. Dit apparaat wordt aangesloten op het huisnetwerk en kan verbinding maken met internet. De Bridge communiceert met de lampen en andere accessoires via het Zigbee Light Link-protocol. Bediening van de verlichting vindt plaats via de Philips Hue app. Via deze app kan tevens het systeem worden geconfigureerd. De officiële app is verkrijgbaar voor Android en iOS. Philips Hue ondersteunt ook apps van derde partijen.
De Hue Bridge is lokaal toegankelijk via een API. Als de Bridge verbonden is met internet en de gebruiker beschikt over een MeetHue-account, kan de verlichting tevens op afstand worden bediend. Met behulp van scènes kunnen kamers die door de gebruiker zijn ingesteld, vooraf ingestelde lichtscènes weergeven.
Doordat gebruik wordt gemaakt van een open standaard, kunnen ook lampen en accessoires van andere fabrikanten worden gebruikt, zoals die van Bosch, Apple of IKEA. Ook accessoires van andere fabrikanten zijn bruikbaar, zolang ze werken met het Zigbee Light Link protocol. Accessoires van andere fabrikanten hebben binnen het Hue-systeem niet altijd hun volledige functionaliteit. Hue Secure werkt alleen met officiële Hue-producten.

## Geschiedenis
Philips brengt in 2006 de LivingColors uit, een ledlamp die veel verschillende kleuren licht kan laten zien en bedoeld is als sfeerverlichting. In 2009 volgt een update, waarbij de lamp kan worden geleverd met een afstandbediening. Als de gebruiker meerdere van deze lampen heeft, dan kan de afstandbediening op een makkelijke manier worden geprogrammeerd om ook de andere lampen te bedienen. Vanaf 2009 wordt de productlijn uitgebreid met op afstand bedienbare spaarlampen, de LivingWhites. Later volgen meer producten zoals Bloom en LivingColors Mini. De originele LivingColors wordt hernoemd naar Iris. Alle producten zijn compatible met elkaar en kunnen elkaars afstandbediening gebruiken.

### 2012
In 2012 komt het Hue-systeem op de markt. Op dat moment zijn alleen losse lampen en een startset leverbaar. De set bestaat uit 3 lampen en een Bridge en kost 200 euro. Maar omdat het protocol compatibel is met LivingColors, zijn alle LivingColors- en LivingWhites-producten vanaf 2009 meteen bruikbaar in een Hue-systeem, waardoor gebruikers meer keus hebben. De LivingColors-producten worden opgenomen in de Hue-productlijn en heten daar 'Friends of Hue'. Ook de afstandsbedieningen van LivingColors (vanaf de tweede generatie) zijn bruikbaar met de Hue-lampen en via een truc ook op lampen die al in een Hue-systeem zijn opgenomen.  

### 2013
In 2013 worden enkele nieuwe Hue-producten gelanceerd: Hue-lampen met een GU10-fitting en de Lightstrip. De laatste is niet erg populair, met name omdat de strip zelfklevend (dus niet herbruikbaar) is. De strip is weliswaar op de gewenste lengte af te knippen, maar het afgeknipte gedeelte is niet opnieuw bruikbaar. De Lightstrip kost bij introductie 90 euro. Latere versies van de Lightstrip maken het mogelijk om afgeknipte delen te hergebruiken met behulp van koppelstukjes.

### 2014
Een van de grootste bezwaren tegen het systeem is, dat Hue-lampen erg duur zijn (60 euro per stuk) en dat niet op alle plekken kleuren noodzakelijk zijn. In 2014 komt Philips met een oplossing: De Hue Lux. Deze lamp is op dezelfde manier bedienbaar en dimbaar, maar kan alleen wit licht geven. De lamp is aanzienlijk goedkoper: 30 euro. Dit is een uitkomst op plekken waar meestal geen kleuren gewenst zijn, zoals de hal of het toilet. De Hue Lux komt ook als startset op de markt. Met twee lampen en een bridge voor 100 euro is deze startset de helft goedkoper dan de originele met gekleurde lampen.
In 2014 wordt ook het eerste accessoire toegevoegd aan de lijn: de Hue Tap. Dit is een batterijloze drukschakelaar die gebruikt kan worden om lampen te schakelen of scènes te activeren. De Tap kan in de Hue-app worden geconfigureerd en biedt een oplossing voor mensen die een groot gedeelte van hun huis hebben voorzien van Hue-verlichting, maar niet telkens hun telefoon willen pakken om even een lamp aan te doen. De normale lichtschakelaars die in huizen aanwezig zijn, zijn hiervoor niet praktisch. Immers, als die schakelaar wordt gebruikt om de lamp uit te schakelen, dan heeft de lamp geen stroom meer en kan hij dus ook niet meer worden ingeschakeld via de app. 2014 brengt ook de introductie van de Hue Beyond productlijn: deze bestaat uit kant-en-klare lichtarmaturen met de leds en elektronica ingebouwd. De eerste producten zijn een hanglamp en een tafellamp.

### 2015
In 2015 volgt een update van de Hue-lampen, generatie 2. Ze krijgen een langere levensduur, hogere lichtopbrengst en een betere kleurweergave. Vooral het groene licht van de eerste generatie liet te wensen over, in de tweede generatie is dat opgelost. Ook de dimbaarheid van de lampen wordt verbeterd. Ook komt de 2e generatie bridge uit. Verder brengt Philips de 'Dimmer Switch' uit, een afstandsbediening die zowel via de bridge (en app) als rechtstreeks Hue lichtbronnen kan bedienen. Het is een goedkoper alternatief voor de Hue Tap, is ook kleiner en lichter, maar heeft wel een batterijtje nodig. De schakelaar zal later worden bijgeleverd bij sommige nieuwe armaturen.

### 2016
2016 brengt een volgende generatie: Generatie 3. De lampen hebben een verder verbeterde kleurweergave en een iets lager stroomverbruik. Ook komt de Hue Motion Sensor dit jaar op de markt. Vanaf de derde generatie vallen alle Hue-lampen in een van de categorieën: Hue White Ambiance (voor lampen die alleen wit licht geven, maar wel met instelbare kleurtemperatuur) en Hue White and Color Ambiance (voor lampen die alle kleuren kunnen weergeven, inclusief wit licht van verschillende kleurtemperatuur). De uitzondering is de ook in 2016 geïntroduceerde Hue White. Dit is feitelijk de opvolger van de Hue Lux, hij kan maar één kleur wit weergeven, maar de lamp is aanzienlijk goedkoper: 15 euro, daarmee is het de goedkoopste lamp in de Hue-serie. In 2016 komen ook nieuwe armaturen uit: de Still, Being en Fair. Deze worden geleverd inclusief Dimmer Switch.

### 2018
In 2018 verschijnt een nieuwe lijn: Hue Play. De lijn bestaat uit nieuwe lampen met een kortere reactietijd en bijbehorende software. De lampen kunnen, aangestuurd door de software, meekleuren met computerspellen en muziek die worden afgespeeld op de pc. De benodigde software heet Hue Sync en komt beschikbaar voor Windows 10 en MacOS. Ook worden in 2018 de eerste Hue-lampen voor buiten aangekondigd, deze lijn gaat Hue Outdoor heten. De eerste producten zijn Calla (een sokkellamp voor 130 euro) en Lily (een set van 3 spots voor 350 euro). Hue Outdoor lampen worden gevoed met 24V laagspanning, bij elke set wordt een transformator bijgeleverd.

### 2019
2019 brengt een nieuwe generatie voor Hue. De vierde generatie lampen is voorzien van bluetooth. Hierdoor kan de gebruiker de lampen met de smartphone bedienen, zonder afhankelijk te zijn van een Bridge. De functionaliteit van de lampen via bluetooth is echter wel beperkt, voor de volledige functionaliteit is nog steeds een Bridge nodig. Tevens verschijnt in 2019 de Hue HDMI Sync box, voor 270 euro. Hiermee kan de Hue-verlichting worden geconfigureerd om de kleuren en intensiteit van een tv-scherm te volgen. De sync box wordt tussen de videobron en de tv geplaatst en heeft 4 HDMI-ingangen waartussen geschakeld kan worden. In 2020 wordt een speciale ledstrip uitgebracht (de Play Gradient, verkrijgbaar in verschillende lengtes), deze strip kan de kleur, intensiteit en locatie variëren. Samen met de Sync Box kan deze strip worden gebruikt om een Ambilight-systeem te maken.
In 2019 brengt Hue ook de Filament-lampen uit. Dit zijn vervangers van de oude kooldraadlampen. De ballon is doorzichtig goudkleurig en de 'gloeidraad' is zichtbaar. Deze lampen zijn vooral bedoeld als sfeerverlichting. Ze geven slechts een kleur licht (warm wit, 2100K), maar zijn wel dimbaar (maximaal 550 lumen). 

### 2020
In 2020 worden de vorig jaar uitgebrachte Filament-lampen herzien. Ze krijgen een grotere ballon. De lichtkleur en opbrengst blijven gelijk. Ook komt er in 2020 een verkleinde versie uit van de E14 lamp, deze is echter alleen leverbaar als Hue White.

### 2022
In november 2022 brengt Signify de Hue Festavia lichtslinger uit. Deze zijn speciaal bedoeld voor de feestdagen. Het is een lichtsnoer van 20 meter, dat is voorzien van 250 leds die alle kleuren kunnen weergeven. Via de Hue-app kunnen kleuren, patronen en (bewegende) effecten worden gekozen. De Festavia kost 159 euro en was binnen enkele dagen wereldwijd uitverkocht. In 2023 is een nieuwe versie van Festavia op de markt gebracht in verschillende versies: 8 meter (100 leds, 120 euro), 20 meter (250 leds, 220 euro) en 40 meter (500 leds, 360 euro). De Festavia is nu ook geschikt voor buitengebruik en er zijn extra scènes en dynamische effecten beschikbaar.

### 2023
Vanaf 2023 worden beveiligingsproducten uitgebracht voor het Hue-systeem, zoals camera's en contactsensoren. Het basismodel camera kost 200 euro, levert beelden in 1080p resolutie en is geschikt voor binnen- en buitengebruik. De camera beschikt over bewegingsdetectie en kan een alarm geven via de Hue-app. Met de beelden kan alleen live worden meegekeken. Cloud-opslag van de beelden is beschikbaar met een abonnement voor 40 euro per camera per jaar, hiermee kunnen de beelden tot 30 dagen terug worden bekeken. Het plus-abonnement voor 100 euro per camera per jaar biedt 60 dagen opslag. Beide abonnementen bieden aanvullende functionaliteit voor het analyseren van de beelden en het detecteren van personen of voertuigen. Een basismodel contactsensor kost 40 euro en kan worden gebruikt om lampen in te schakelen bij het openen van een deur of raam.

## Generaties
- Generatie 1, verscheen op 29 oktober 2012
- Generatie 2, verscheen op 4 oktober 2015. Bridge v2, HomeKit ondersteuning, betere lichtopbrengst en kleurweergave.
- Generatie 3, verscheen op 2 oktober 2016. Verder verbeterde kleurweergave, lager energieverbruik.
- Generatie 4, verscheen augustus 2019. Introductie van bluetooth-bediening.

## Bridge
De Philips Hue-bridge is het centrum van de Philips Hue-verlichting. Alle Philips Hue-lichtbronnen en accessoires kunnen met de bridge worden verbonden. De eerste generatie bridge stamt uit 2012 en is te herkennen aan zijn ronde vorm. De bridge v1 werd in 2016 vervangen door versie 2 en heeft een nieuwe vierkante vorm gekregen. Naast een nieuw uiterlijk beschikt de bridge v2 ook over een aantal nieuwe functies, waaronder ondersteuning voor Apple HomeKit. De laatste firmwareupdate voor de bridge v1 werd op 22 juni 2020 door Signify vrijgegeven. Met deze update werden enkele functies uitgeschakeld en is het niet meer mogelijk om de Philips Hue-lampen te bedienen via het internet. Sinds de introductie van de Philips Hue bluetoothlampen is een bridge niet meer noodzakelijk om de lichtbronnen te kunnen bedienen.

## Galerij

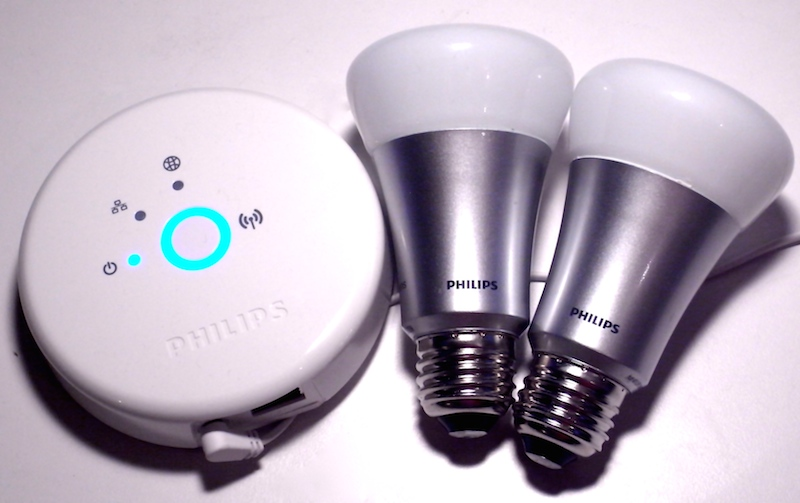
Hue- hub met twee ledlampen
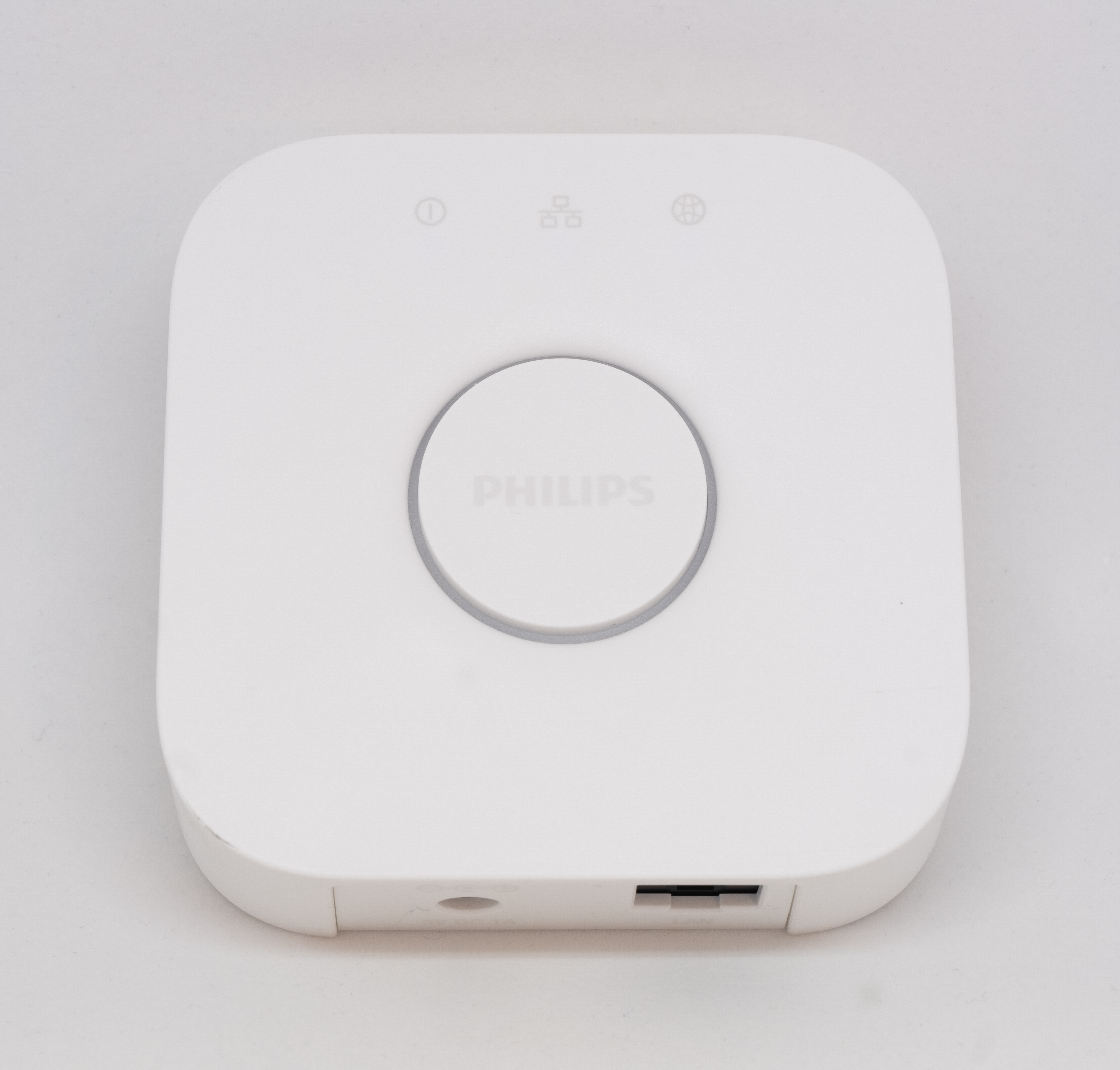
Hue-Bridge (tweede generatie)
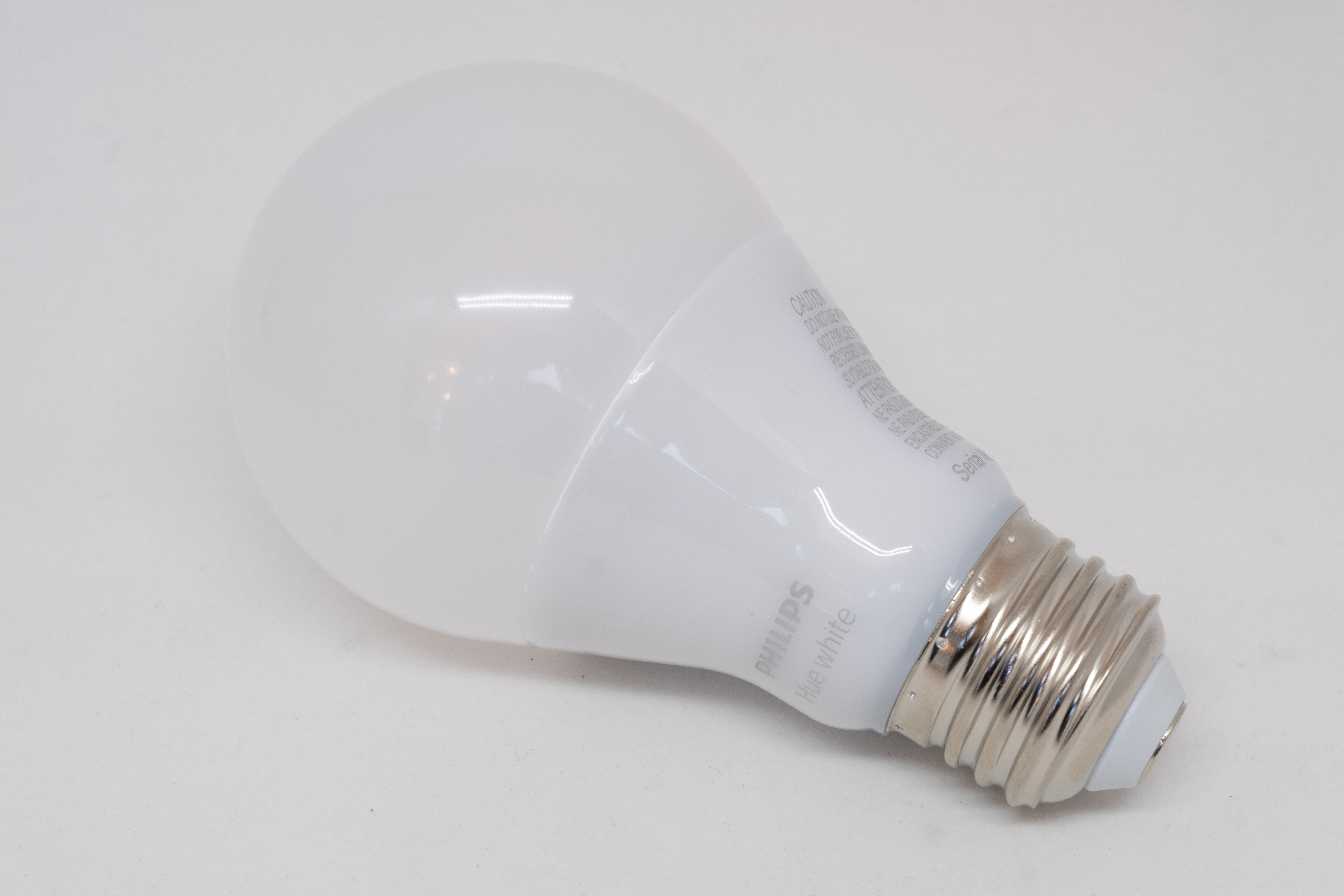
Hue witte lamp
Hue "Iris"

## Prijs
- Hue ontving in 2017 de Tweakers Awards 16/17-prijs voor Beste Smarthomeplatform.[3]